# جينا هانسن
جينا هانسن (بالإنجليزية: Jenna Hansen)‏ هي متسابقة يخت نيوزيلندية، ولدت في 25 أكتوبر 1986.

## وصلات خارجية
- جينا هانسن على موقع أوليمبيديا (الإنجليزية)
- جينا هانسن على موقع اللجنة الأولمبية النيوزيلندية (الإنجليزية)